# 武野藤介
武野 藤介（たけの とうすけ、1899年4月3日 - 1966年7月25日）は、日本の小説家。本名は武野真寿太。
岡山市生まれ。岡山中学校在学中、回覧雑誌などを作り文学に没頭。二度落第し、中学卒業に7年かかる。1919年上京、編入試験を受けて早稲田大学予科入学、ロシア文学科に進んだが、1923年中退。新聞記者、雑誌記者となり、文壇ゴシップやコントが評判となる。
戦時下は時局的な小説を書いたが、戦後1950年頃から『あまとりあ』などカストリ雑誌の常連となり、以後艶笑小説を専らとする。小説に「嘘」「ぬれつばめ」、ゴシップをもとにした「文壇余白」「武野藤介風流文学自選集」などがある。

## 著書
- 男犯 文芸日本社 1925.12
- 雨の降る日は天気が悪い 文藝日本社、1925
- 表現の研究 金星堂 1925
- 文士の側面裏面 千倉書房 1930
- 文壇余白 健文社 1935
- 誤診 コント集 健文社 1935.10
- 壁に咲く花 コント集 健文社 1936
- 黴の生えた貞操 コント集 ボン書店 1936
- 謎の日本 陶書房 1937
- 現代世相密行刑事の手記 北斗書房 1937
- 爆笑掌中小説 泣き笑ひの人生裏街道 パンフレツト文芸社 1938
- 生活余白 八洲書房 1939
- 不正乗客 コント集 民族社 1939
- 微笑しき人達 コント集 民族社 1940
- コント文学と創作法 文芸情報社 1941
- 行軍将棋 読切講談社 1941
- 吃の頁・巷の話 山蔦正躬共著 コント倶楽部 1942
- 銃後一輪 三成社書店 1942
- 人生断面図 東成社 1942 (ユーモア文庫)
- 瞼の奇蹟 帰還兵小説集 大果書房 1942
- 音楽と馬 新興亜社 1942
- 藤本鉄石 維新秘話 科学日本社 1943
- 文化人と文化 北光書房 1943
- 戦線余白 輝文堂書房 1943
- 美しき首途 北光書房 1943
- 阿波の尊徳 伝記小説 東成社 1944 (ユーモア文庫)
- 妻と子供たち 新元社 1944
- 外人の観た日本 洋洋社、1945
- 明るい窓 洋洋社 1946
- 記者手帳 コント集 金文堂、1946
- 人生談義 洋々社 1946
- 地主と小作人 農村小説集 農家の友社 1947
- 女ごころ 万有社 1948
- わが道は遠し 蒼土社 1948
- 小説あまとりあ あまとりあ社 1951
- 私は知らない 夫婦で読む小説集 紫書房 1952
- 私は泣かない 続・夫婦で読む小説集 紫書房 1953
- 続小説あまとりあ 閨房技巧小説集 あまとりあ社 1953
- 色道 紫書房 1953
- 実物大ヌード写真集（構成解説）紫書房 1953
- 春版源氏物語 紫書房 1954
- 媚情 異常性態小説集 あまとりあ社 1954
- 随筆女百話 福書房 1955 (ハッピー新書)
- うわき随筆 風流月旦 あまとりあ社 1955
- みだれ髪 風流小説集 西沢弘文堂 1955
- 新源氏物語 春の巻 飛鳥新書 1955
- とこごよみ 風流小説十二ケ月 あまとりあ社 1955
- たびまくら 住三郎懐日記 風流小説 あまとりあ社 1955
- なごり妻 夫婦小説集 あまとりあ社 1955
- 女は夜つくられる 福書房 1955 (ハッピー新書)
- 女まんだら 美和書院 1956
- おんな・こよみ 随筆 美和書院 1956
- ぬれつばめ 人妻日記 あまとりあ社 1956
- 京子をめぐる四十七人の男 濃艶女体風俗小説 あまとりあ社、1956
- 艶笑植物誌 美和書院 1956
- 嘘 東京ライフ社 1957 (東京選書)
- 味をおしえた女 いろ恋は五十から　あまとりあ社、1957
- 文壇今昔物語 ゴシップ書いて三十年 東京ライフ社 1957 (東京選書)
- 艶筆いろごと指南帖 粋人必携 あまとりあ社 1957
- 旅と女 同人社 1957
- 人妻のあそび 妙義出版 1957
- 罪をつくる女達 情痴と艶罪小説集 あまとりあ社 1957
- 悪女夜色 背徳の倫理 あまとりあ社 1957
- 濡れた仇花 ぼくの枕草子抄 あまとりあ社 1958
- 痴（おろか）伏字のある日記 東京ライフ社 1958 (東京選書)
- 武野藤介風流文学自選集 全8巻 あまとりあ社 1958-1959
- フランス紅舌集 東京ライフ社 1958
- 武野藤介紅舌集 東京ライフ社 1958
- 蕩児 東京ライフ社 1958
- 青春いろ艶筆 緑園書房 1958
- 武野藤介作品集 第1-3巻 朱雀社 1959
- 武野藤介風流随筆選 あまとりあ社 1959
- こんにち貞女 朱雀社 1959
- 粋人随筆選 あまとりあ社 1960
- 好色大学開講す 丸尾長顕、岩佐東一郎共著 第二書房 1961 (風流艶筆読本 第1)
- はだか女性論 第二書房 1961
- うわき読本 第二書房 1962
- わいだん読本 第二書房 1962 (Night books)
- 大人だけに聞かせる話 第二書房 1963
- うかれ猫 痴恋さまざま抄 あまとりあ社 1963
- 女上位 浪速書房 1964
- 女つれづれ草 秋田書店 1964 (サンデー新書)
- はだかコント百話 ちよっと愛して! 日本文芸社 1964
- 快泣 浪速書房 1965
- 紅舌 浪速書房 1965
- はだかコント百話 日本文芸社 1968

## 翻訳
- トルストイ全集 第14 贋造利札 トルストイ全集刊行会 1929